# Cenușăreasa III: Întoarcerea în timp
Cenușăreasa III: Povestea se rescrie (titlu original Cinderella III: A Twist in Time) este a doua continuare direct-pe-video a filmului Disney din 1950 Cenușăreasa. Din punct de vedere canonic, filmul este o continuare mult mai directă a filmului original Cenușăreasa decât Cenușăreasa II: Viața la castel, deși, din cauza cronologiei sale neobișnuite, sunt amintite unele evenimentele din partea a doua prin folosirea unora dintre personajele sale. Filmul a fost lansat în februarie 2007 și în SUA a fost clasificat G (audiență generală) de către MPAA. Filmul este regizat de Frank Nissen și beneficiază de vocile lui Jennifer Hale și Susanne Blakeslee. A avut premiera mondială la televiziune pe canalul Toon Disney la 3 decembrie 2007.